# Rubin Rashidi
 (février 2025).
Pour les articles homonymes, voir Rashidi.
Rubin Rashidi Bukanga, né le 5 février 1980 à Kindu, est un homme politique de la République démocratique du Congo. Il est élu député national de la province du Maniema lors des élections législatives de 2018 sur la liste de l'Alliance des forces démocratiques du Congo et alliés (AFDC-A),,.
Il est l'initiateur de la proposition de loi adoptée par l'Assemblée nationale portant protection et promotion des droits des peuples autochtones pygmées.